# Domus Galilaeae
El Centro Internacional Domus Galilaeae o Domus Galilea (en Hebreo: דומוס גלילאה) es un centro de formación y retiro en Israel, que desde el año 1999, acoge un punto de oración para las personas pertenecientes al Camino Neocatecumenal y para la Iglesia católica.
El rector de la casa es el sacerdote italiano Rino Rossi, y el vicerrector es el sacerdote peruano Armando Medina Vargas.[cita requerida]

## Ubicación de la Domus Galilaeae
El sitio donde el Centro se construye se llama "Al-mubaraka" (las bendiciones), en el área donde es Korazim, según las tradiciones orales, transmitidas por los beduinos, Jesús proclamó el Sermón de la montaña. Está situada más arriba del actual Santuario de las Bienaventuranzas, hacia la cima del Monte de las Bienaventuranzas, que se levanta frente al lago de Tiberíades por encima de Tabgha, el lugar de la primera multiplicación de los panes, y Cafarnaúm. El proyecto surge al lado de la carretera que antiguamente unía Korazím y Cafarnaum, a orillas del lago.

## Historia
Uno de los grandes deseos del papa Pablo VI era el de construir en Israel un centro donde los seminaristas pudieran completar su formación antes de ser ordenados. Fue con esta perspectiva que la Santa Sede adquirió “Notre Dame”, cerca de la puerta de Jaffa en Jerusalén. Al comienzo de los años 1980, la Custodia de Tierra Santa ofreció al Camino Neocatecumenal la posibilidad de construir sobre un terreno situado en el monte de las Bienaventuranzas un centro de formación, de estudios y de retiros, una obra de particular interés para la Iglesia católica y para Israel. Desde que en 1994 fue informado del proyecto «Domus Galilaeae», Juan Pablo II se mostró entusiasmado y aprobó el proyecto. En los años siguientes se ultimaron todos los permisos para la construcción.
El proyecto fue formulado por Kiko Argüello, iniciador junto a Carmen Hernández del Camino Neocatecumenal. Kiko, que trabajó junto a un grupo internacional de arquitectos, diseñó un complejo moderno que al mismo tiempo se mezcla con el entorno natural.
Obispos de todos los ritos cristianos, representantes de varias órdenes religiosas, sacerdotes, laicos de la Tierra Santa, profesores de las universidades más importantes de Israel, hebreos y gente de Arabia, junto con 300 catequistas itinerantes del Camino Neocatecumenal y los rectores de 35 seminarios reunidos con Michel Sabbah, Patriarca Latino de Jerusalén, en un signo de comunión para participar a la puesta de la primera piedra del Centro Internacional "Domus Galilaeae", la cual lleva un fragmento de la tumba de san Pedro bendecido por Juan Pablo II. La ceremonia se realizó en la mañana del 15 de enero de 1999, en la cima del Monte de las Bienaventuranzas.

## Visita de Juan Pablo II
El 24 de marzo de 2000 la visita y la bendición del papa Juan Pablo II supuso la culminación de una de las etapas finales del lugar, a falta de algunos detalles que se terminaron posteriormente.
Juan Pablo II llegó en helicóptero, y fue recibido por Mons. Boutros Mouallem y S. B. Michel Sabbah, además de algunas autoridades locales. Inmediatamente, junto al Card. Angelo Sodano, el Card. Achille Silvestrini, el Card. Roger Etchegaray, el Card. Edward Idris Cassidy, Mons. Giovanni Battista Re y Mons. Stanislaw – secretario del papa–, Juan Pablo II entró en el Santuario de la Palabra de la Domus Galilaeae.
Kiko Argüello, Carmen Hernández y el P. Mario Pezzi, responsables del Camino Neocatecumenal y promotores del proyecto Domus Galilaeae, junto a los arquitectos que han colaborado en la construcción, esperaron la llegada del papa. El sumo pontífice no escatimó muestras de afecto hacia los iniciadores del Camino y selló el encuentro con estas palabras: “El Señor los estaba esperando en este monte”. 
Después de la presentación de la Asamblea por parte de Kiko Argüello, el papa bendijo el Santuario de la Palabra.

## Galería

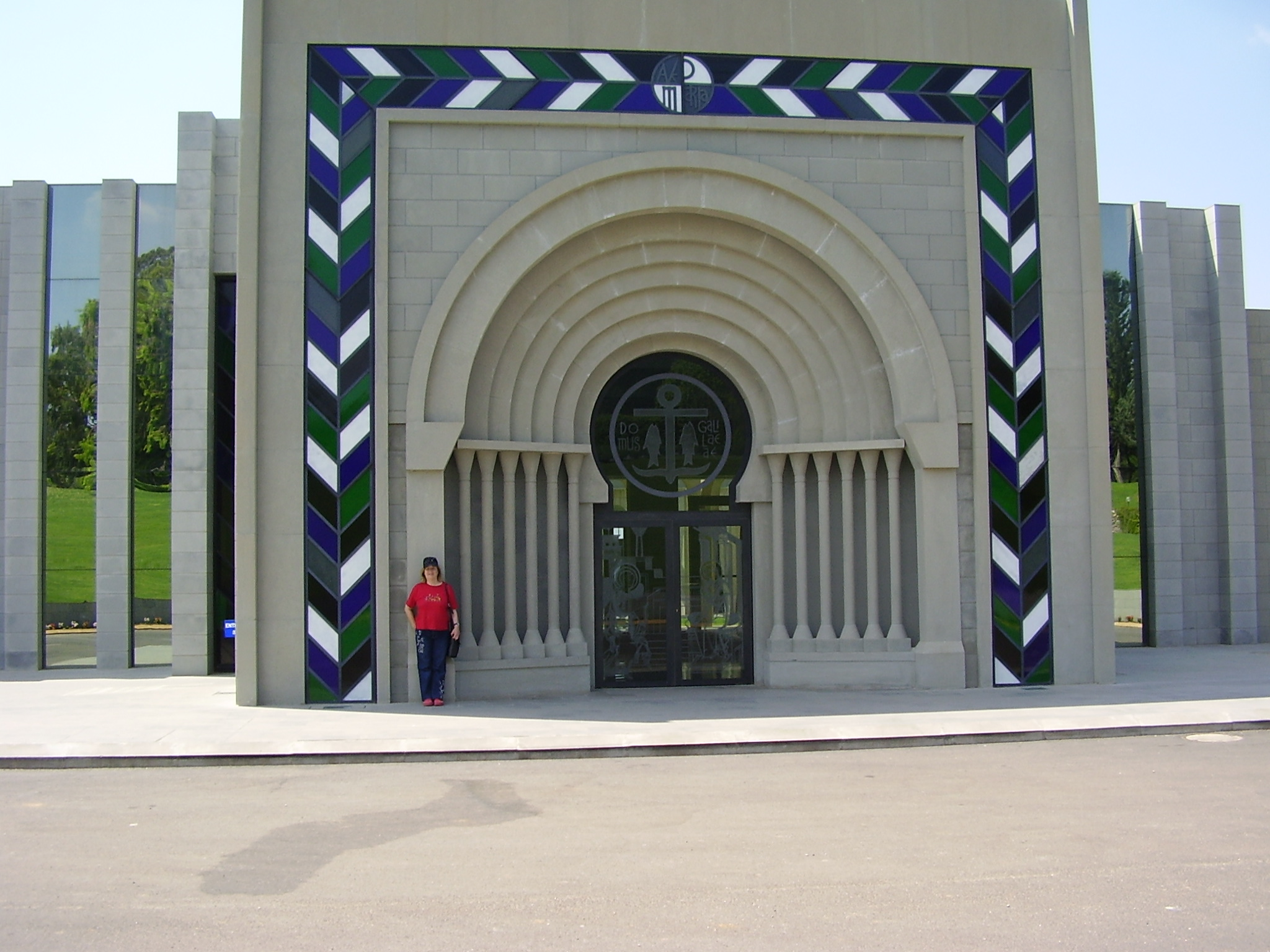
Puerta de entrada de la Domus Galilea
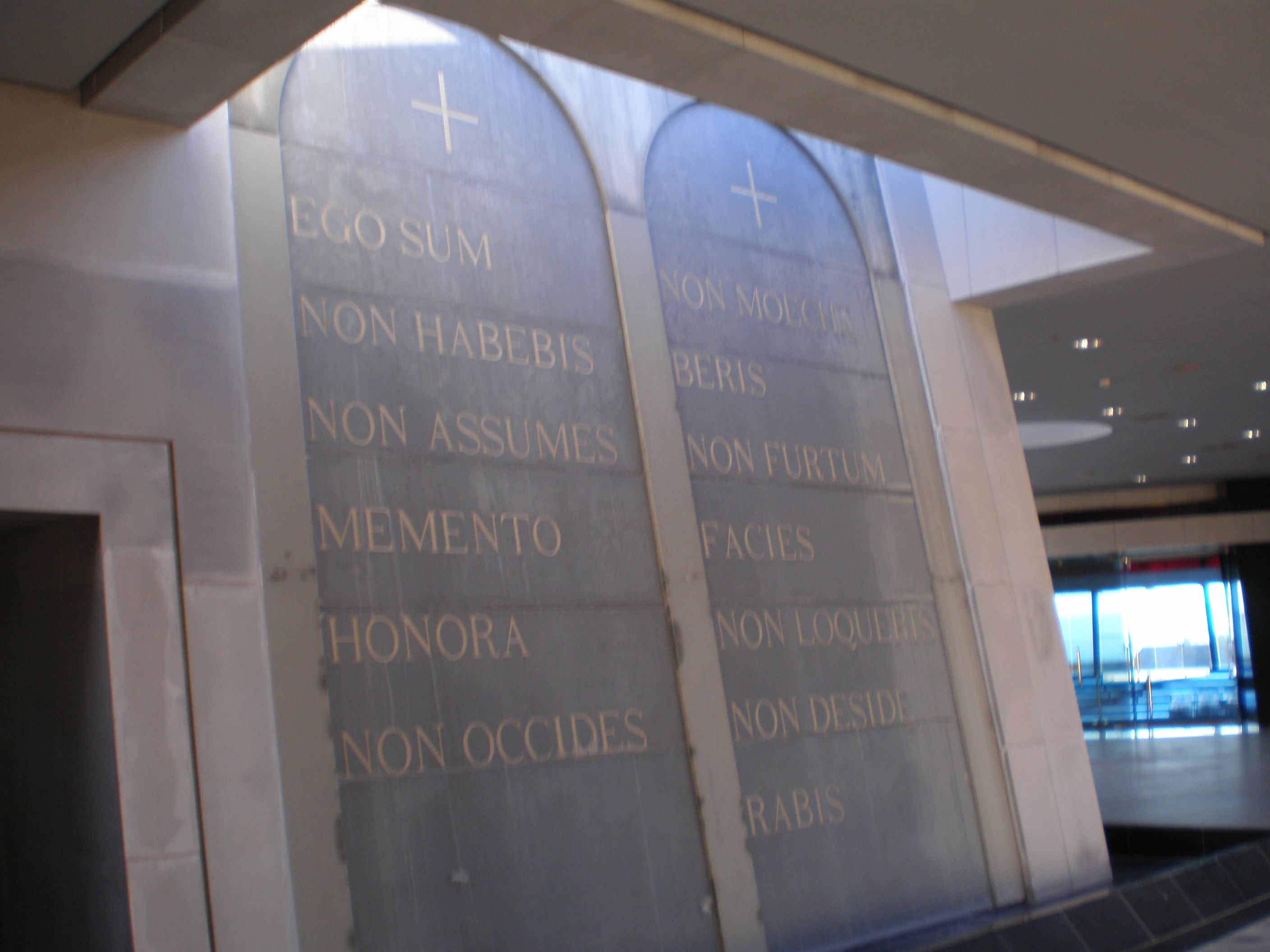
Los Diez Mandamientos escritos en latín
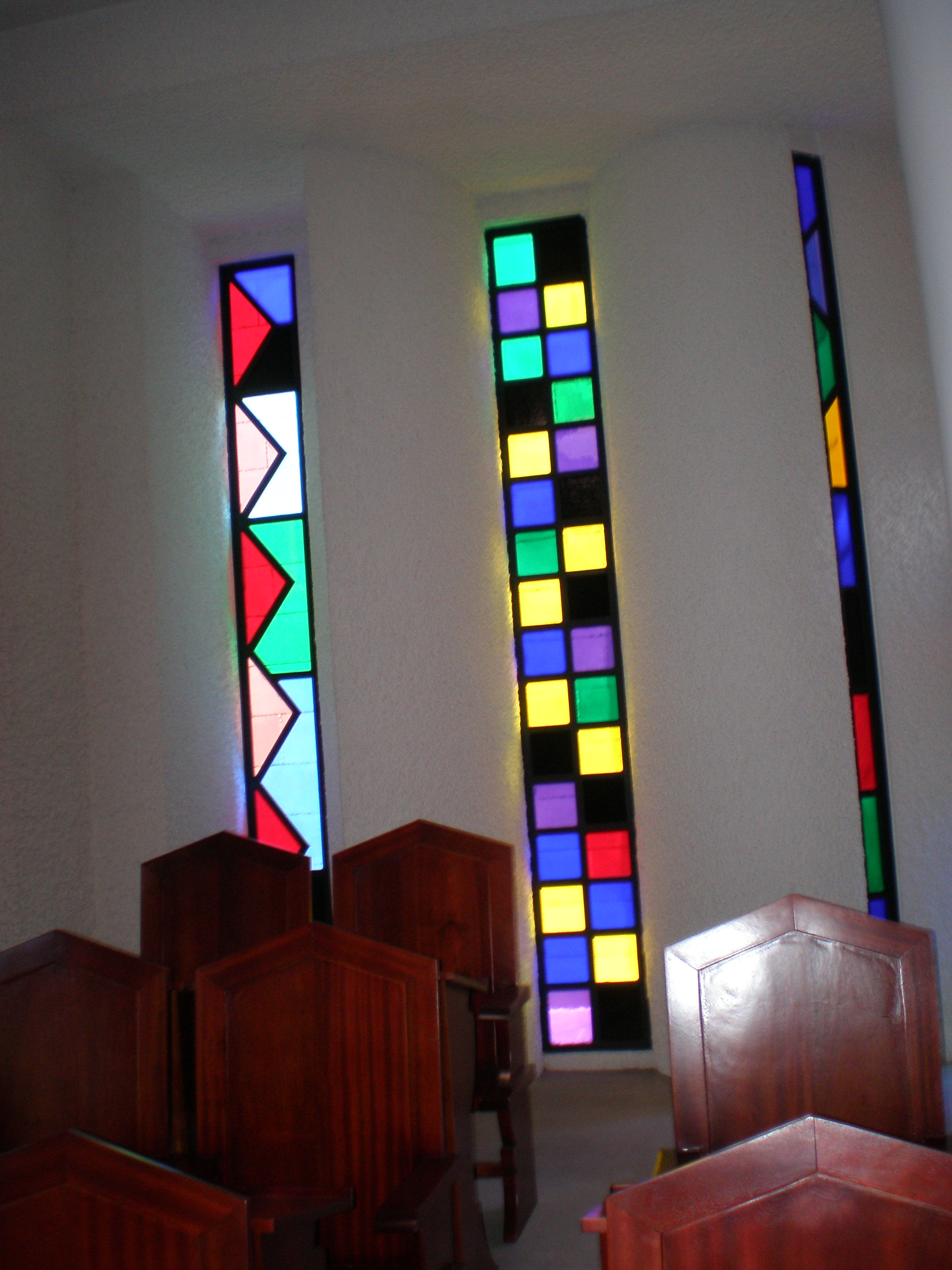
Vidrieras de la Domus Galilea (Sala de trabajo de La Palabra)
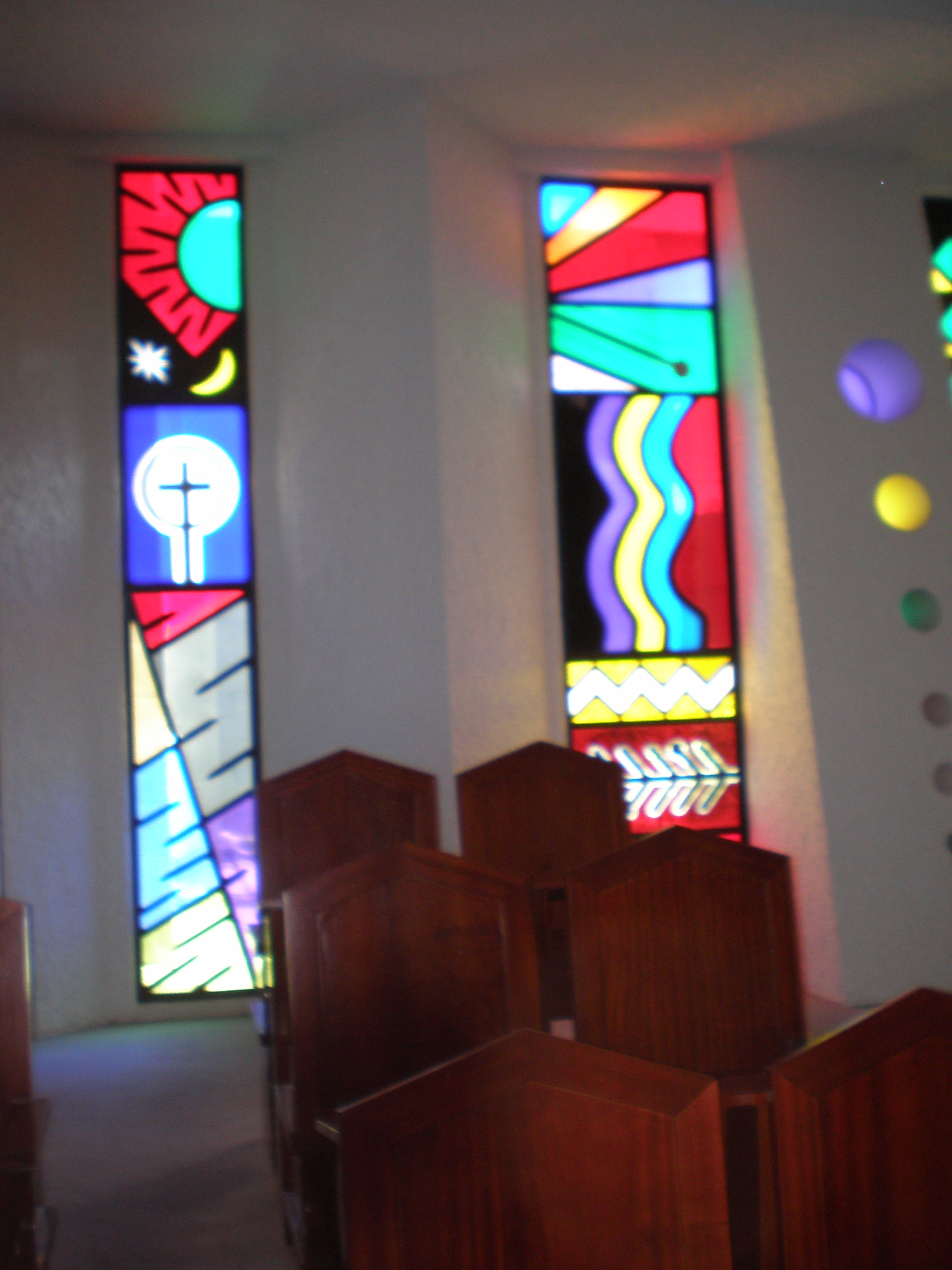
Vidrieras de la Domus Galilea (Sala de trabajo de La Palabra)
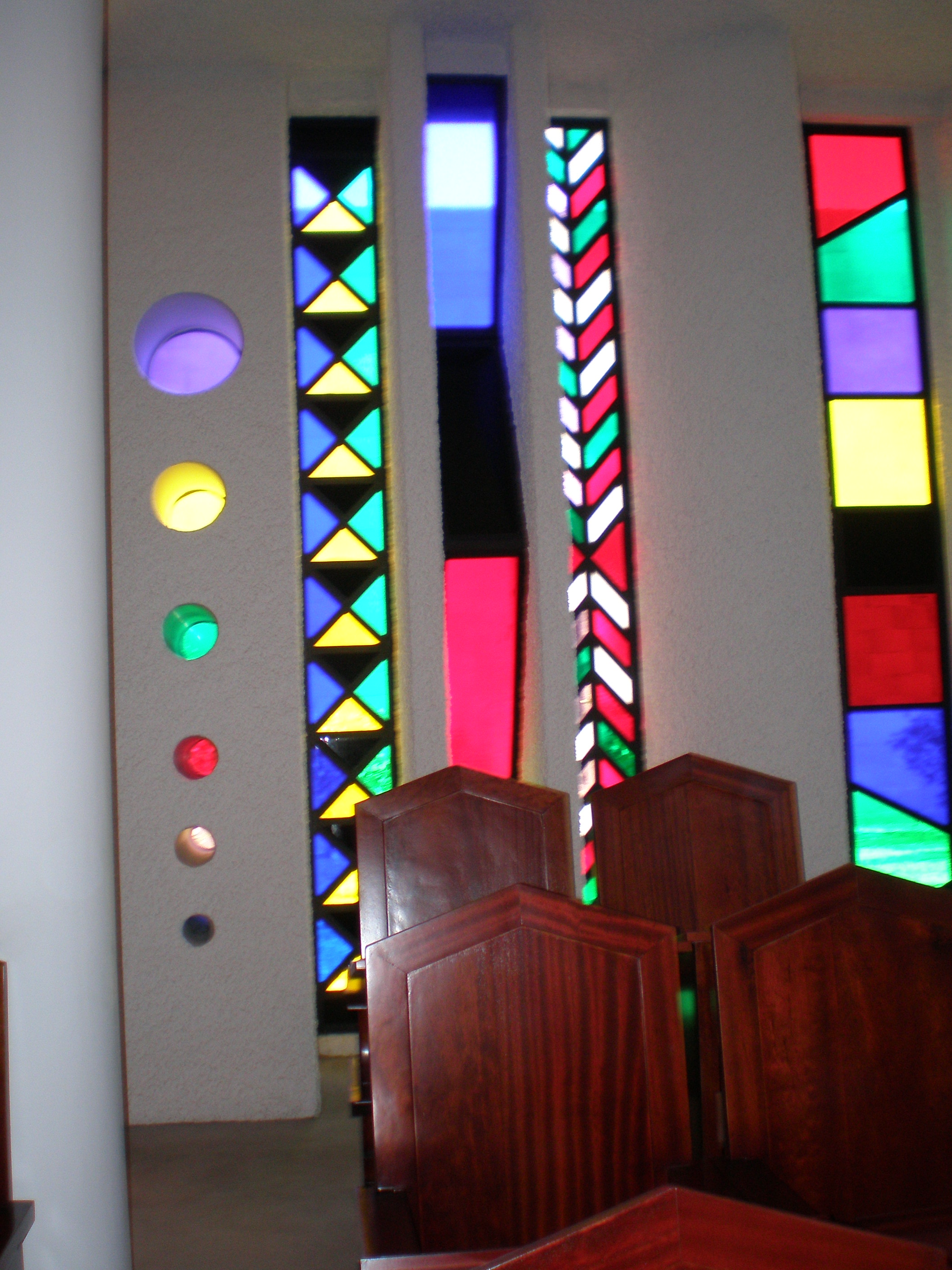
Vidrieras de la Domus Galilea (Sala de trabajo de La Palabra)
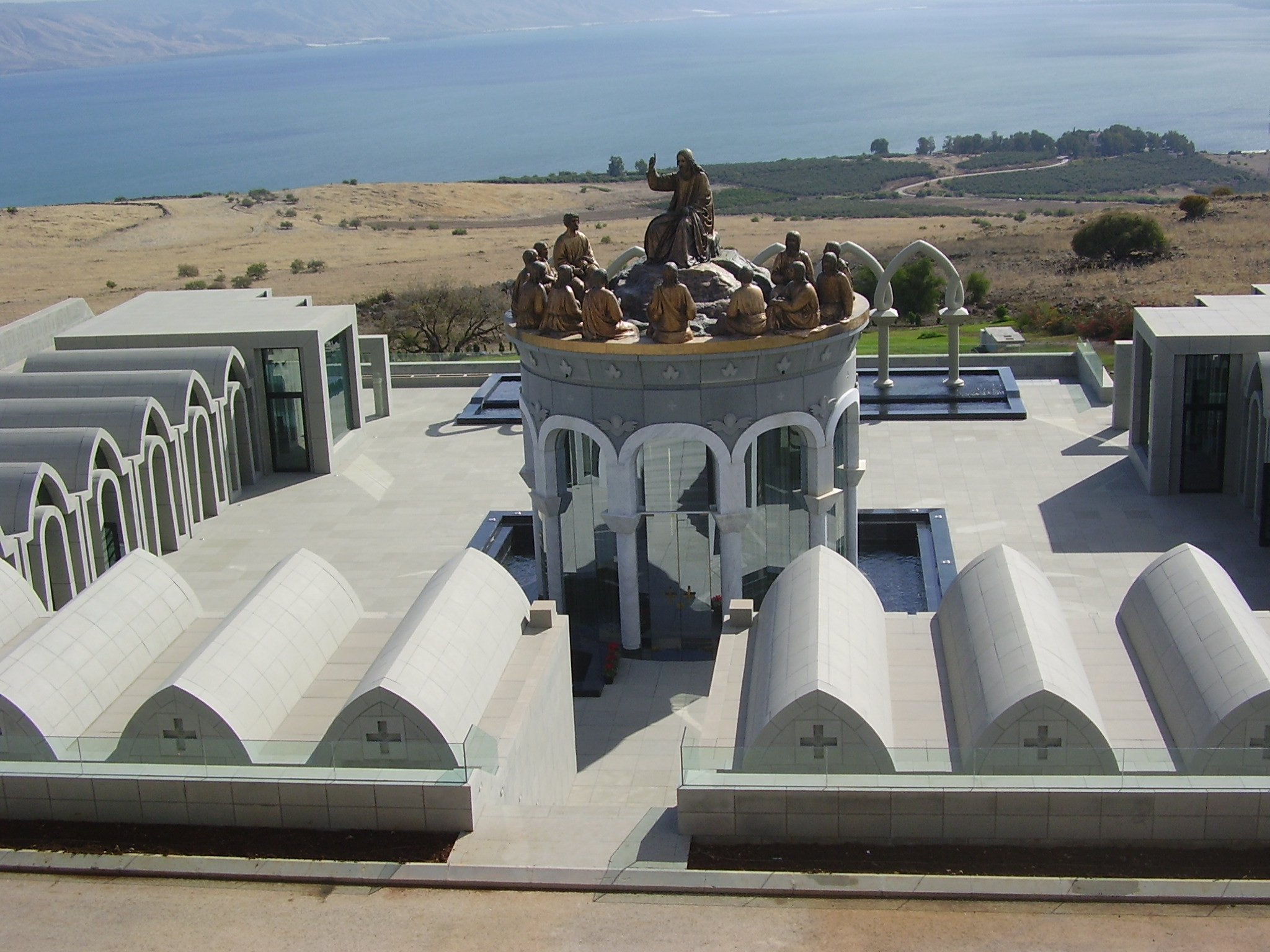
Estatua de Jesus dando el Sermón
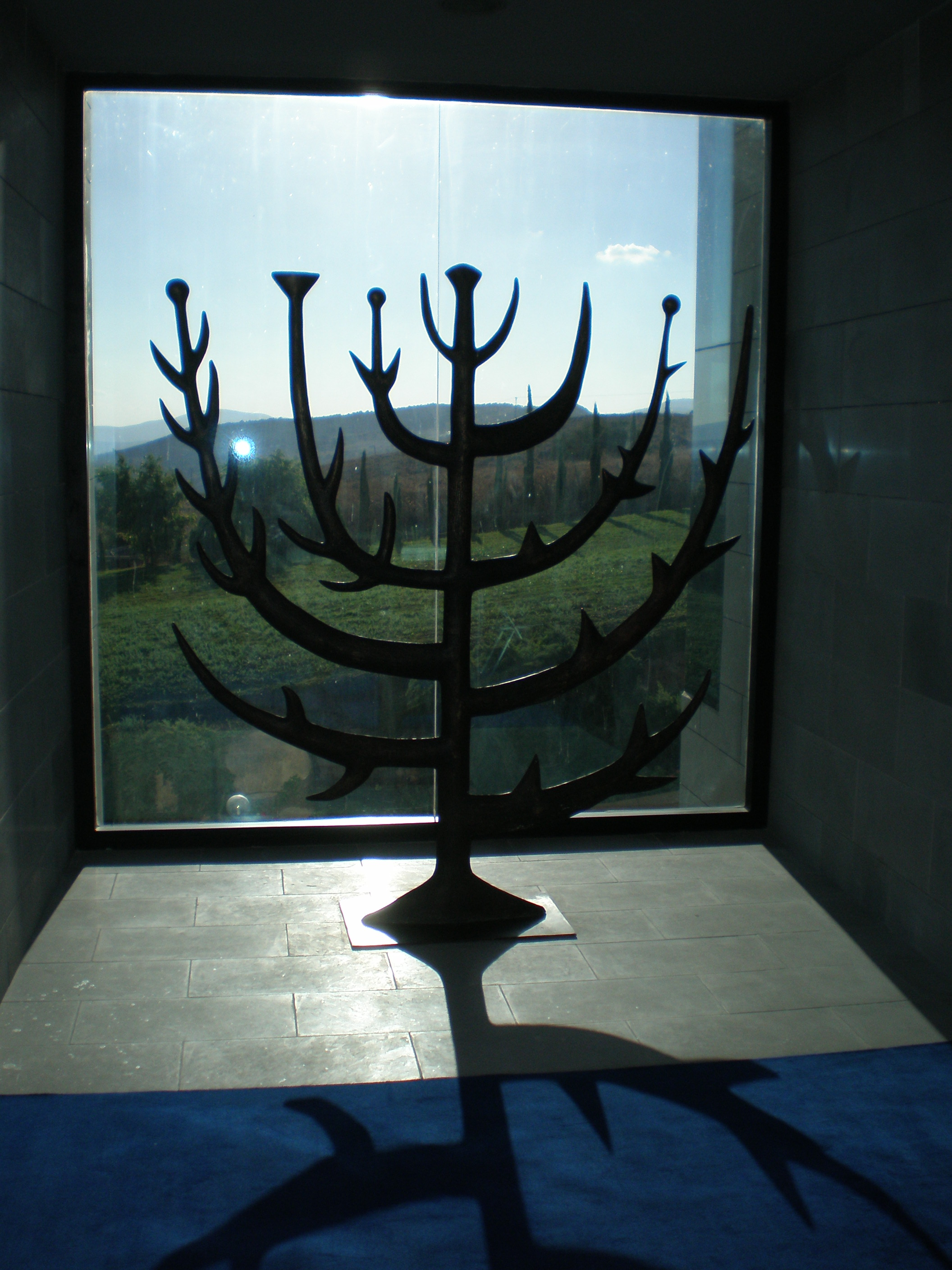
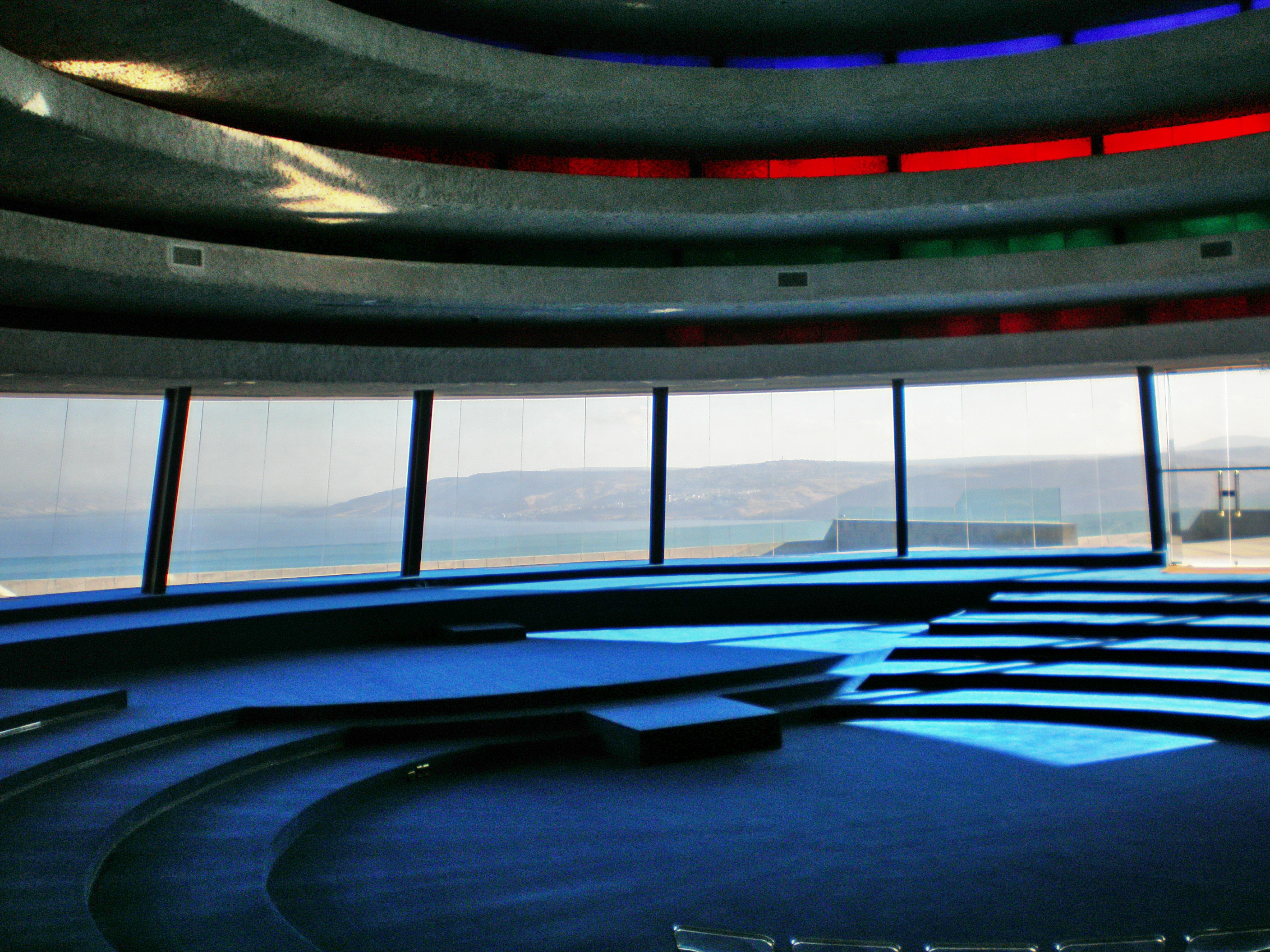
Auditorio y sala de reuniones con vistas al Mar de Galilea
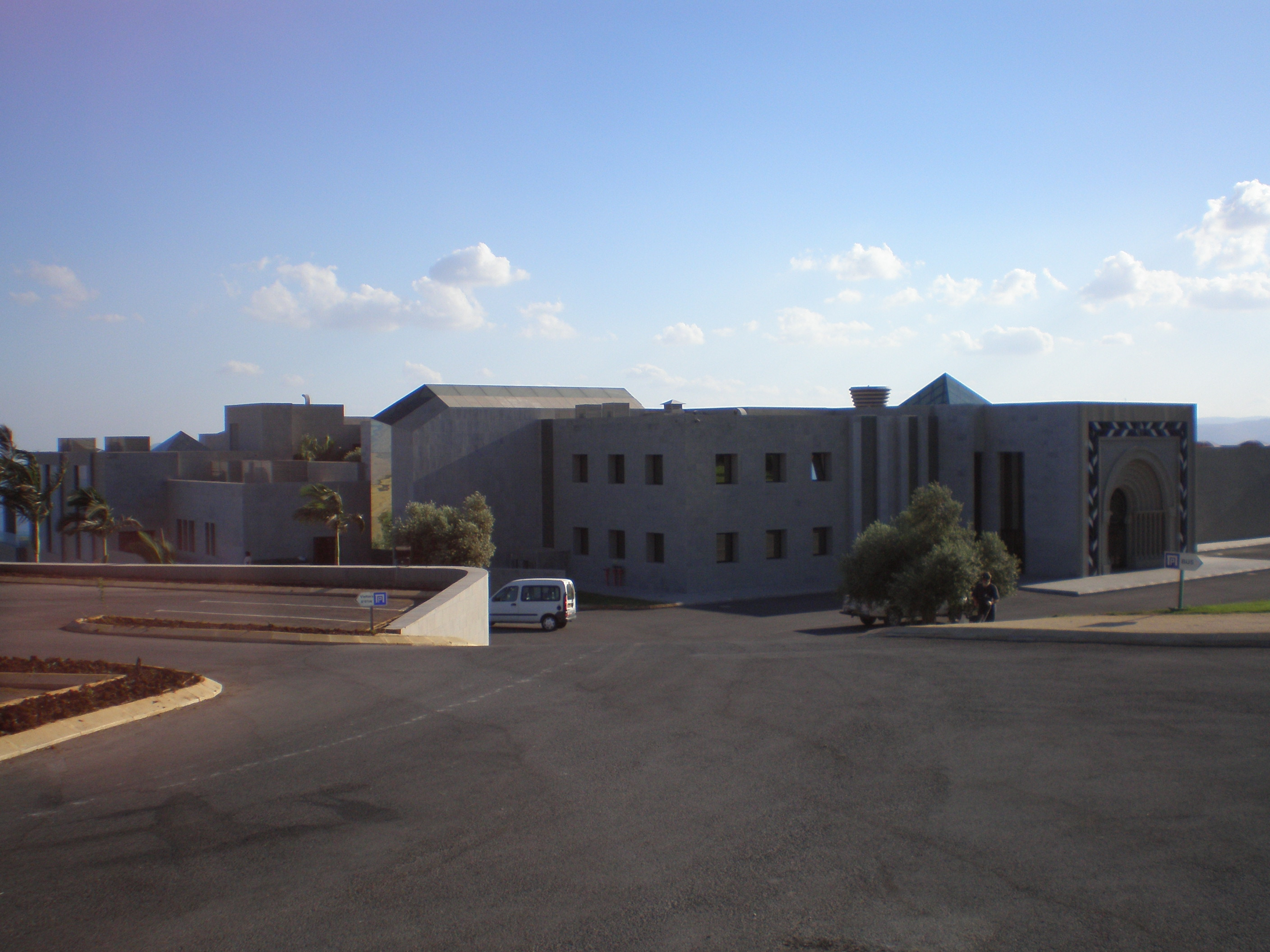
Exterior Domus Galilea
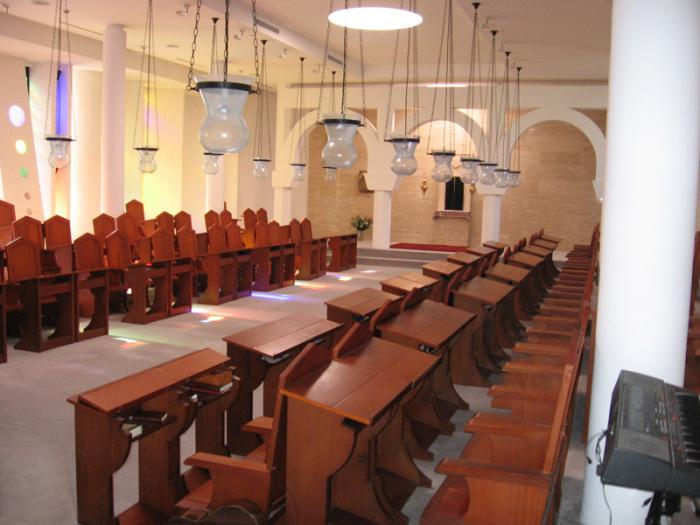
Lugar donde se estudia y escruta la palabra
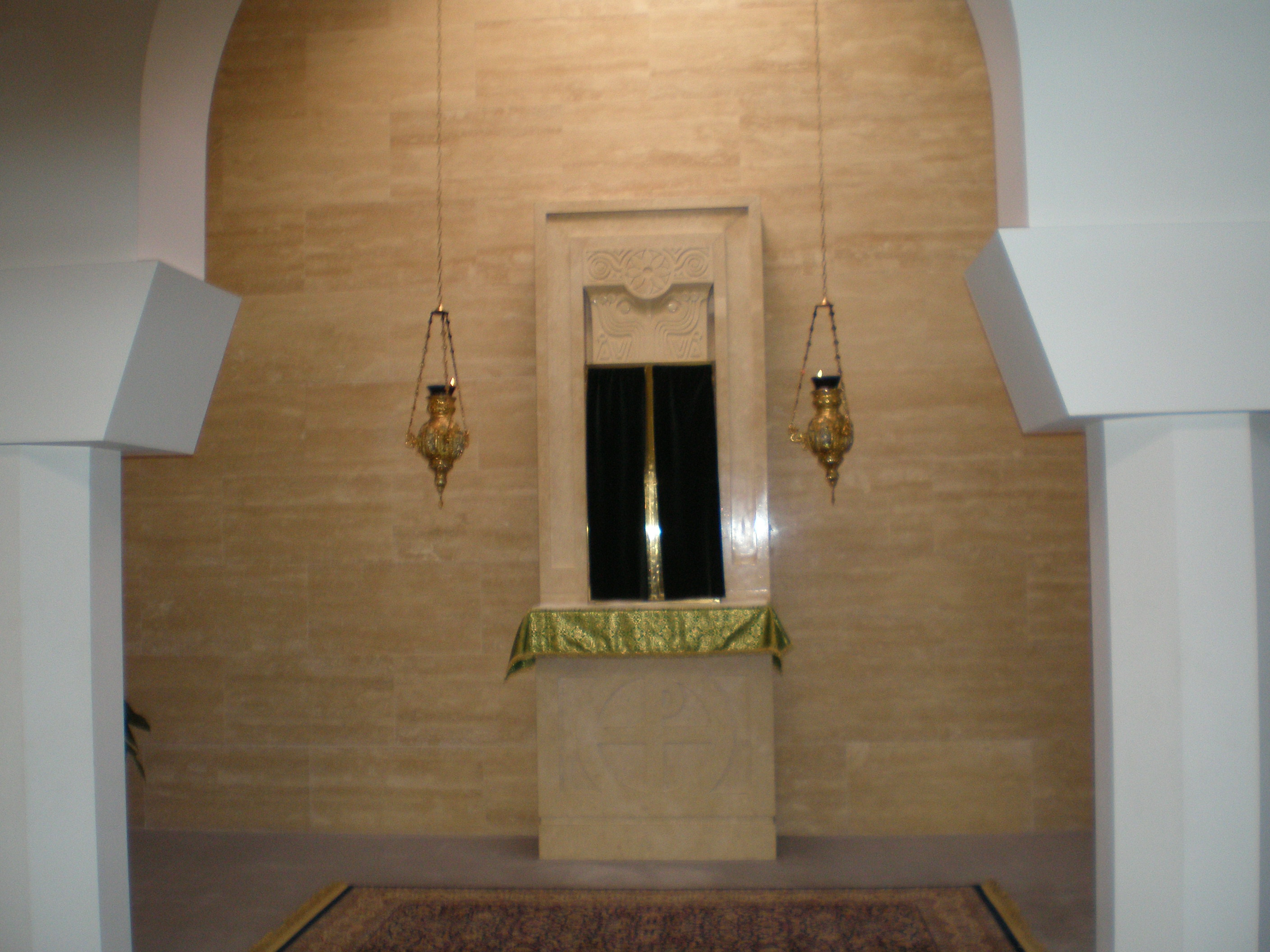
Parte de la sala de escrutinio donde se encuentra La Biblia
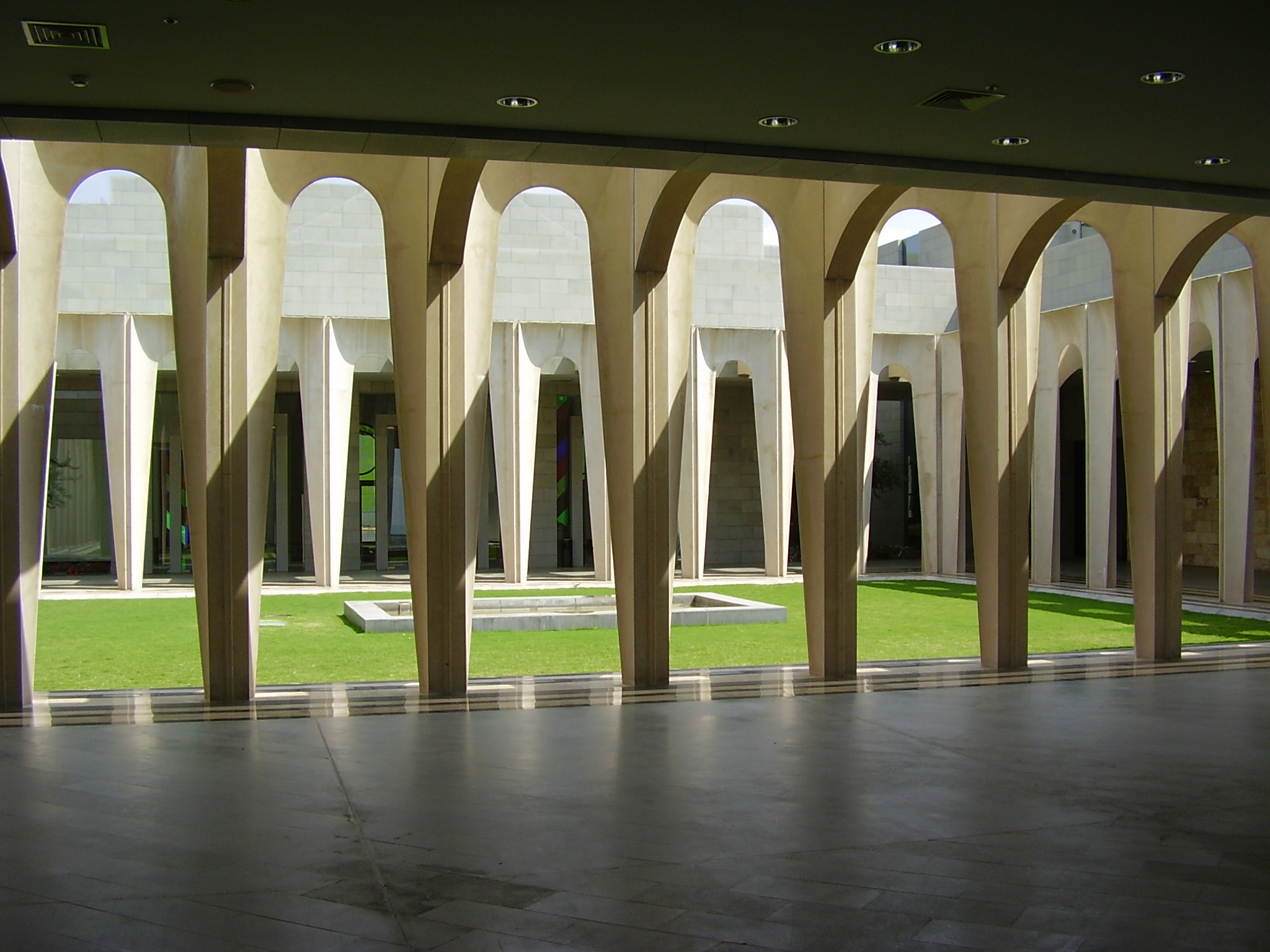
Patio interior del edificio
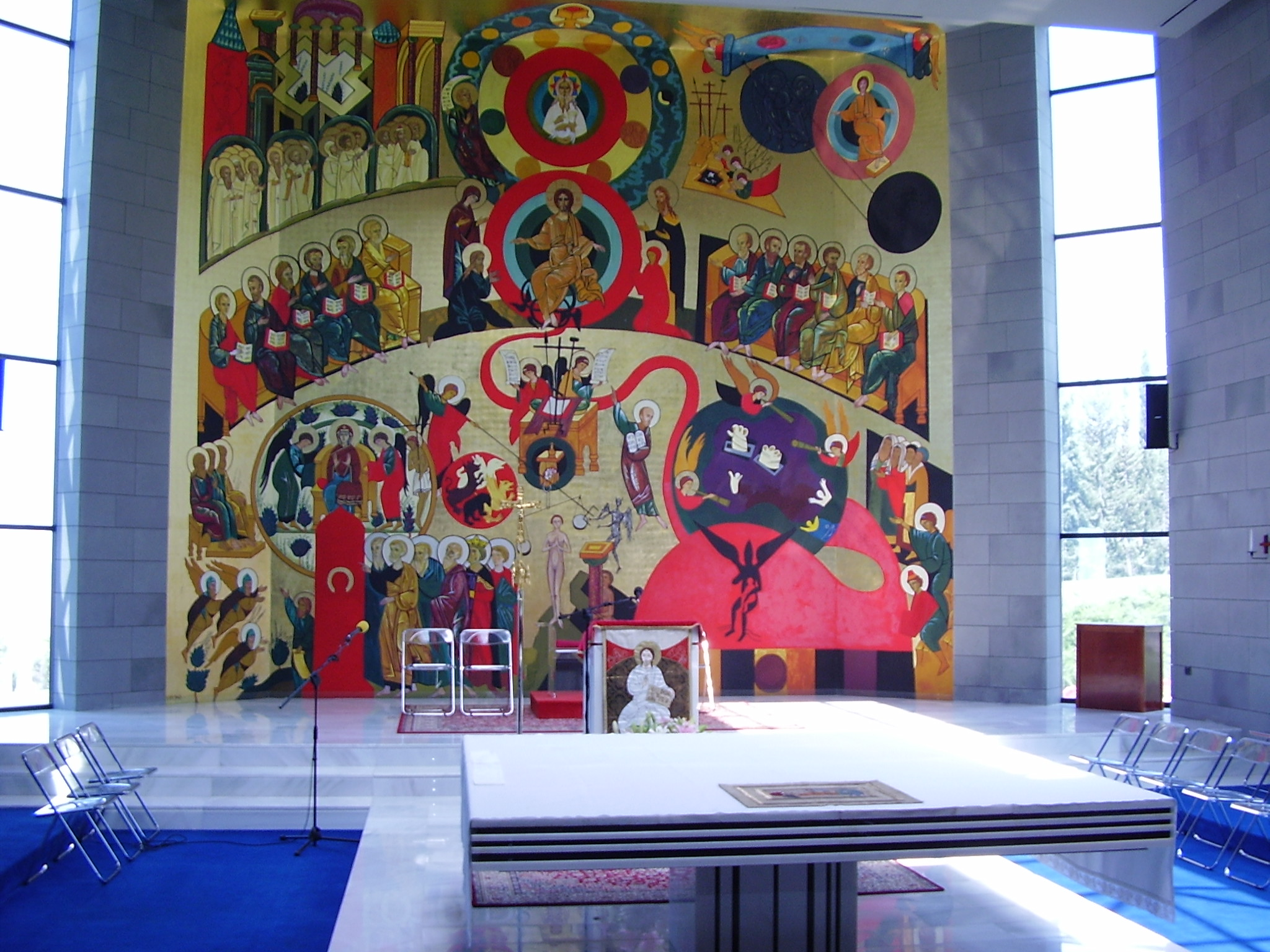
Lugar de culto y celebración de la eucaristía
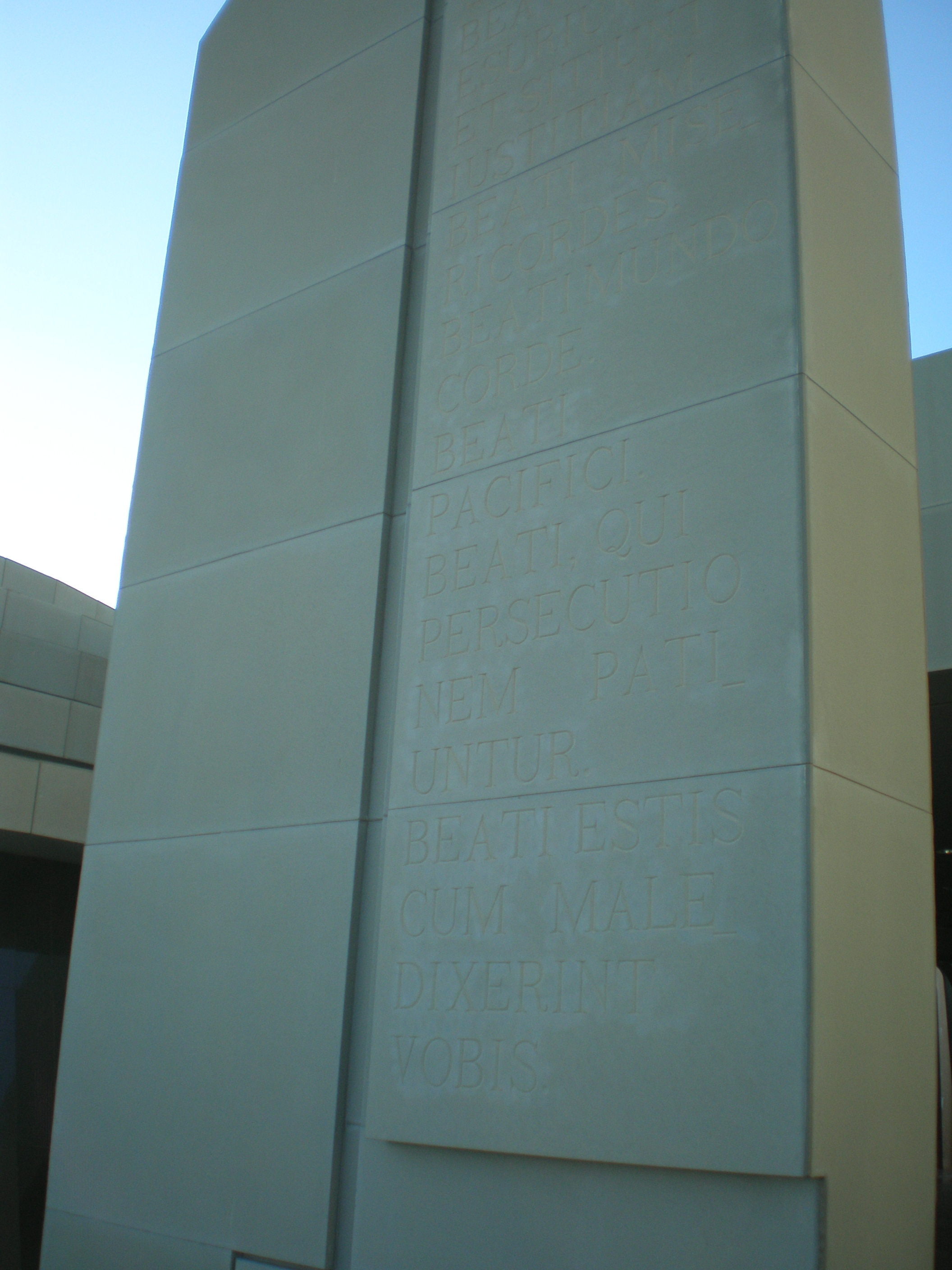
Sermón de la montaña en latín. (Patio interior)